# رون شوشان
رون شوشان هو لاعب كرة قدم إسرائيلي في مركز حراسة المرمى، ولد في 11 يونيو 1993 في حيفا في إسرائيل. شارك مع منتخب إسرائيل تحت 17 سنة لكرة القدم ‏. أما مع النوادي، فقد لعب مع مكابي حيفا ونادي هبوعيل نوف هجليل.

## وصلات خارجية
- رون شوشان على موقع قاعدة بيانات كرة القدم.إي يو (الإنجليزية)
- رون شوشان على موقع Soccerway.com (الإنجليزية)
- رون شوشان على موقع AS.com (الإسبانية)